# Рудаково (Калінінградська область)
Рудаково (рос. Рудаково) — селище Німанського району, Калінінградської області Росії. Входить до складу Жилінського сільського поселення.
Населення —  100 осіб (2015 рік). 